# 林可酰胺类抗生素

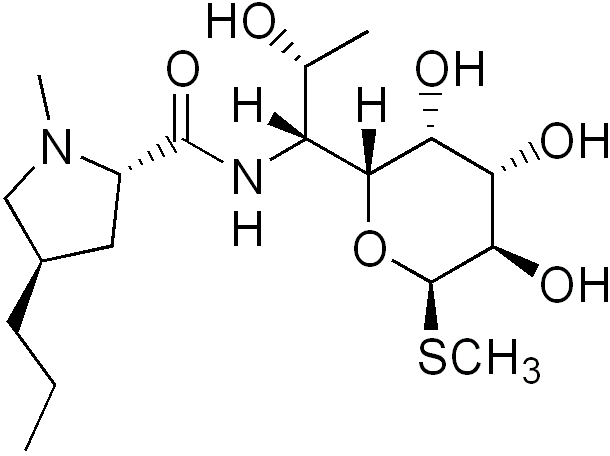
林可霉素

林克酰胺类抗生素（英語：Lincosamides）是一类抗生素，主要包括了克林霉素和林可霉素。这类抗生素对革兰氏阳性菌作用较强，对厌氧菌效果较好。
林克酰胺类抗生素能够与核糖体上的50S核糖体亚基结合，阻止原核翻译的进行，从而使细菌死亡。